# Krijsende Krot
Het Krijsende Krot (Engels: Shrieking Shack) is een gebouw dat voorkomt in de Harry Potterboekenreeks van de Britse schrijfster J.K. Rowling. Het staat op een verlaten heuvel in Zweinsveld, in de buurt van de toverschool Zweinstein. Er werd meermaals gezegd dat het er spookt, omdat er vreemde geluiden uit het Krot kwamen. Het staat sindsdien onder de toverbevolking bekend als het meest behekste gebouw in Groot-Brittannië.
Het Krijsende Krot werd gebouwd in het jaar dat Remus Lupos op school kwam. Elke maand kon men hem er laten onderduiken als hij veranderde in een weerwolf. Doordat zijn transformaties erg pijnlijk waren schreeuwde hij het uit, waardoor het leek dat de geluiden door spoken werden geproduceerd. Albus Perkamentus zorgde ervoor dat de mensen bleven geloven dat het er inderdaad spookt door de geruchten te bevestigen.
Pas toen Lupos later als leerkracht terug op school kwam, was onderduiken in het Krot niet langer noodzakelijk doordat hij van professor Severus Sneep elke maand een beker Wolfsworteldrank kreeg toegediend. Hierdoor werd hij niet zo agressief en kon hij gewoon rustig op zijn kamer wachten totdat hij weer in een mens veranderde.
De enige weg die naar het Krijsende Krot leidt, is de ingang aan de Beukwilg op Zweinstein. Het gebouw en de boom worden verbonden door een geheime tunnel, die voor een deel staat afgebeeld op de Sluipwegwijzer.
In Harry Potters derde jaar op Zweinstein gebruikt Harry's peetoom Sirius Zwarts het Krijsende Krot om onder te duiken voor de Dementors die de wacht houden op Zweinstein.
In het laatste boek houdt Voldemort tijdens de Slag om Zweinstein kwartier in het Krijsende Krot. Severus Sneep wordt er vermoord door Voldemorts slang, Nagini.